# Compsoctena minor
Compsoctena minor is een vlinder uit de familie van de Eriocottidae. De wetenschappelijke naam van de soort is voor het eerst geldig gepubliceerd in 1866 door Walsingham.